# David R. Marples
David Roger Marples (geboren am 17. Oktober 1952) ist ein kanadischer Historiker und Universitätsprofessor an der University of Alberta. Er ist spezialisiert auf die Geschichte und zeitgenössische Politik von Belarus, Russland und Ukraine.

## Ausbildung
David R. Marples wurde am 17. Oktober 1952 in Chesterfield in der Grafschaft Derbyshire (Großbritannien) geboren und wuchs in Bolsover auf.
Marples besuchte die Schule in Shirebrook und studierte Englisch und Soziologie an der Keele University, wechselte nach einem Jahr zum Westfield College der Queen Mary University of London. Er machte 1975 seinen BA an der University of London, 1980 den MA in Geschichte an der University of Alberta und 1985 Ph.D. in Wirtschafts- und Sozialgeschichte an der University of Sheffield. Der Titel seiner Doktorarbeit lautete Kollektivierung der Landwirtschaft in der Westukraine 1944-195.
Marples diente von 2006 bis 2014 als Ehren-Oberstleutnant der 6. Nachrichtendienstkompanie der Kanadischen Streitkräfte.

## Akademische Karriere
Marples war von 2004 bis 2014 Direktor des Stasiuk-Programms für zeitgenössischen Ukraine am Kanadischen Institut für Ukrainische Studien der University of Alberta.
Von 2010 bis 2015 war er Präsident der Nordamerikanischen Vereinigung für Belarussische Studien
David R. Marples gilt als einer der führenden westlichen Experten für soziale und politische Auswirkungen der Atomkatastrophe von Tschernobyl  und hat die erste Studie zu den sozialen Auswirkungen veröffentlicht. Er ist auch Experte für die zeitgenössische Geschichte und Politik von Belarus, Russland und der Ukraine und hat dazu zahlreiche Bücher und wissenschaftliche Artikel veröffentlicht. Er ist Ehrenpräsident der Belarussischen Akademie der Künste und Wissenschaften in Kanada.
Er war als Berater für eine Vielzahl von Regierungs- und Nichtregierungsorganisationen tätig, darunter die US-Botschaft in Minsk, das Foreign and Commonwealth Office des Vereinigten Königreichs und das kanadische Ministerium für auswärtige Angelegenheiten und internationalen Handel sowie für Voice of America und Radio Free Europe/Radio Liberty.
Er ist Leitartikler für Belarusian Review und schreibt regelmäßig für den Eurasian Daily Monitor der Jamestown Foundation. Er ist Mitglied des Beirats für Belarus des German Marshall Fund of the United States. Er ist Mitglied des Redaktionsausschusses mehrerer Zeitschriften, darunter der Belarusian Historical Review (Bialystok, Polen), der Canadian Slavonic Papers, der Nationalities Papers, der Eurasian Geography and Economics und des Journal of Ukrainian Studies.

## Politische Kontroversen
2015 initiierte David R. Marples einen von zahlreichen mit der Ukraine befassten Historikern unterzeichneten offenen Brief an den ukrainischen Präsidenten Petro Poroschenko das sogenannte Dekommunisierungsgesetz und das Gesetz zur Ehrung der „Helden der Nation“ nicht gegenzuzeichnen. In Antwort darauf bezeichnete der Leiter des Ukrainischen Instituts für Nationale Erinnerung, Wolodymyr Wjatrowytsch, die von ukrainischen Nationalisten gegangenen Massenmorde an Polen und Juden als bloße „Einzelmeinungen“ und warf den Unterzeichnern vor, russische Propaganda zu verbreiten.

## Privatleben
Marples ist verheiratet und hat vier Kinder. Er lebt in Edmonton, Alberta, Kanada.

## Veröffentlichungen

### Bücher
- Chernobyl and Nuclear Power in the USSR. Palgrave Macmillan, London 1987, ISBN 978-0-333-44198-5, doi:10.1007/978-1-349-18587-0 (englisch, 240 S., cius-archives.ca).
- The Social Impact of the Chernobyl Disaster. St. Martin's Press, New York 1988, ISBN 978-0-312-02432-1, doi:10.1007/978-1-349-19428-5 (englisch, 313 S.).
- Ukraine Under Perestroika: Ecology, Economics, and the Workers' Revolt. Palgrave Macmillan, London 1991, ISBN 978-0-333-49260-4, doi:10.1007/978-1-349-10880-0 (englisch, 264 S.).
- Stalinism in Ukraine in the 1940s. Palgrave Macmillan, London 1992, ISBN 978-1-349-38901-8, doi:10.1057/9780230376076 (englisch, 228 S.).
- Mit Roman Solchanyk und Chrystia Freeland: Ukraine: From Chernobyl' to Sovereignty: A Collection of Interviews. Canadian Institute of Ukrainian Studies Press, Toronto 1992, ISBN 0-920862-82-9 (englisch, cius-archives.ca).
- Belarus: A Denationalized Nation. Routledge. p. 160. Routledge, London 1999, ISBN 978-90-5702-343-9 (englisch, 160 S., google.com).
- Lenin's Revolution: Russia 1917-1921. Routledge, London 2000, ISBN 0-582-31917-X, S. en, doi:10.4324/9781315840345 (182 S., litark.com).
- Motherland: Russia in the 20th Century. Routledge. Routledge, London 2002, ISBN 978-0-582-43834-7, doi:10.4324/9781315837437 (englisch, 320 S.).
- The Collapse of the Soviet Union, 1985-1991. Routledge, London 2004, ISBN 978-0-582-50599-5, doi:10.4324/9781315836140 (englisch, 192 S., archive.org).
- The Lukashenka Phenomenon: Elections, Propaganda, and the Foundations of Political Authority in Belarus. In: Trondheim Studies on East European Cultures and Societies. Norwegian University of Science and Technology, Trondheim 2007, ISBN 978-82-995792-1-6 (englisch, ntnu.no).
- Heroes and Villains: Creating National History in Contemporary Ukraine. Central European University Press, Budapest 2007, ISBN 978-963-7326-98-1 (englisch, 386 S.).
- Between the EU and Russia: Geopolitical Games in Belarus. In: The Journal of Belarusian Studies. Band 7, Nr. 1, 2013, S. 38–68 (englisch, academia.edu).
- Russia in the Twentieth Century: The Quest for Stability. Routledge, London 2014, ISBN 978-1-138-42534-7, doi:10.4324/9781315833576 (englisch, 392 S.).
- Holodomor: Causes of the 1932-33 Famine in Ukraine. Heritage, Saskatoon 2011, ISBN 978-0-88880-567-6 (englisch, 112 S.).
- "Our Glorious Past": Lukashenka's Belarus and the Great Patriotic War. Ibidem, Hannover 2014, ISBN 978-3-8382-0574-8 (englisch).
- Ukraine in Conflict: An Analytical Chronicle. E-International Relations, 2017, ISBN 978-1-910814-29-1 (englisch, e-ir.info).
- Understanding Ukraine and Belarus: A Memoir. E-International Relations, Bristol 2020, ISBN 978-1-910814-54-3 (englisch, e-ir.info).
- Mit Alla Hurska:  Joseph Stalin. A Reference Guide to His Life and Works. Rowman & Littlefield, London 2022, ISBN 978-1-5381-9765-3 (englisch).

### Herausgeberschaft
- Belarus: From Soviet Rule to Nuclear Catastrophe. Palgrave Macmillan, London 1996, ISBN 978-0-333-62631-3, doi:10.1057/9780230378315 (englisch, 197 S.).
- Nuclear Energy And Security In The Former Soviet Union. Westview Press, 1997, ISBN 978-0-8133-9013-0, doi:10.4324/9780429498602 (englisch, 192 S.).
- Mit Joerg Forbrig und Pavol Demeš: Prospects for Democracy in Belarus. German Marshall Fund of the United States, Washington 2006, ISBN 978-80-969487-2-7 (englisch, 211 S., academia.edu).
- Mit Frederick V Mills: Ukraine’s Euromaidan. Analyses of a Civil Revolution. ibidem, Hannover 2015, ISBN 978-3-8382-0700-1 (englisch, litark.com).
- Mit Aya Fujiwara: Hiroshima-75: Nuclear Issues in Global Contexts. Ibidem, Hannover 2020, ISBN 978-3-8382-1398-9 (englisch).
- Ist die belarussische Unabhängigkeit in Gefahr? In: Dekoder (= Bystro. Band 26). 2021 (dekoder.org).
- The War in Ukraine’s Donbas: Origins, Contexts, and the Future. Central European University Press, Budapest 2022, ISBN 978-963-386-597-2 (englisch, jhu.edu).

### Aufsätze
- Western Ukraine and Western Belorussia Under Soviet Occupation: The Development of Socialist Farming, 1939-1941. In: Canadian Slavonic Papers. 27. Jahrgang, Nr. 2, 1985, S. 158–177, doi:10.1080/00085006.1985.11091799 (englisch, academia.edu).
- The Soviet Collectivization of Western Ukraine, 1948-1949. In: Nationalities Papers. 13. Jahrgang, Nr. 1, 1985, S. 24–44, doi:10.1080/00905998508408009 (englisch).
- "After the Putsch": Prospects for Independent Ukraine. In: Nationalities Papers. Band 21, Nr. 2, 1993, S. 35–46, doi:10.1080/00905999308408274.
- Belarus: The Illusion of Stability. In: Post-Soviet Affairs. 9. Jahrgang, Nr. 3, 1993, S. 253–277, doi:10.1080/1060586X.1993.10641370 (englisch).
- Mit David F. Duke: Ukraine, Russia, and the Question of Crimea. In: Nationalities Papers. 23. Jahrgang, Nr. 2, 1995, S. 261–289, doi:10.1080/00905999508408377 (englisch).
- National Awakening and National Consciousness in Belarus. In: Nationalities Papers. 27. Jahrgang, Nr. 4, 1999, S. 565–578, doi:10.1080/009059999108830 (englisch, academia.edu).
- The Demographic Crisis in Belarus. In: Problems of Post-Communism. 47. Jahrgang, Nr. 1, 2000, S. 16–27, doi:10.1080/10758216.2000.11655865 (englisch).
- Stalin’s Emergent Crime: Popular and Academic Debates on the Ukrainian Famine of 1932-33. In: Journal of Ukrainian Studies. Band 29, Nr. 1–2, 2004, S. 295–309 (englisch, cius-archives.ca).
- Chernobyl: A Reassessment. In: Eurasian Geography and Economics. Band 45, Nr. 8, 2004, S. 588–607, doi:10.2747/1538-7216.45.8.588 (englisch, evergreen.edu [PDF]).
- Dictatorship instead of ecology: Crisis management in Lukashenka's Belarus. In: Osteuropa. 2006. Jahrgang, Nr. 4, 2006, S. 117–130 (englisch, zeitschrift-osteuropa.de).
- Stepan Bandera: The resurrection of a Ukrainian national hero. In: Europe-Asia Studies. 58. Jahrgang, Nr. 4, 2006, S. 555–566, doi:10.1080/09668130600652118 (englisch).
- Color revolutions: The Belarus case. In: Communist and Post-Communist Studies. 39. Jahrgang, Nr. 3, 2006, S. 351–364, doi:10.1016/j.postcomstud.2006.06.004 (englisch).
- Mit Per Anders Rudling: War and Memory in Belarus: The Annexation of the Western Borderlands and the Myth of the Brest Fortress, 1939-1941. In: Bialoruskie Zeszyty Historyczne. Band 32, 2009, S. 225–244 (englisch, academia.edu).
- Outpost of Tyranny? The Failure of Democratization in Belarus. In: Democratization. Band 16, 2009, S. 756–776, doi:10.1080/13510340903082986.
- Beyond the Pale? Conceptions and Reflections in Contemporary Ukraine about the Division Galizien. In: Journal of Ukrainian Studies. Band 33-34, 2009, S. 337–349 (englisch, cius-archives.ca).
- Ethnic Issues in the Famine of 1932–1933 in Ukraine. In: Europe-Asia Studies. 61. Jahrgang, Nr. 3, 2009, S. 505–518, doi:10.1080/09668130902753325 (englisch, archive.org [PDF]).
- Anti-Soviet Partisans and Ukrainian Memory. In: East European Politics and Societies. 24. Jahrgang, Nr. 1, 2010, S. 26–43, doi:10.1177/0888325409354908 (englisch).
- Mit Eduard Baidaus und Mariya Melentyeva: Causes of the 1932 Famine in Soviet Ukraine: Debates at the Third All-Ukrainian Party Conference. In: Canadian Slavonic Papers. 56. Jahrgang, Nr. 3–4, 2015, S. 291–312, doi:10.1080/00085006.2014.11417930 (englisch, academia.edu).
- The “Minsk Phenomenon:” demographic development in the Republic of Belarus. In: Nationalities Paper. Band 44, Nr. 6, 2016, S. 919–931, doi:10.1080/00905992.2016.1218451 (englisch, academia.edu).
- Decommunization, Memory Laws, and "Builders of Ukraine in the 20th Century". In: Acta Slavica Iaponica. 39. Jahrgang, Nr. 1, 2018, S. 1–22 (englisch, hokudai.ac.jp [PDF]).
- Ukraine’s drive to independence in 1991. In: Canadian Slavonic Papers. Band 61, Nr. 3, 2019, S. 321–345, doi:10.1080/00085006.2019.1636629 (englisch).
- Stalin’s Ghosts, Parasites, and Pandemic: The Roots of the 2020 Uprising in Belarus: 2021 Annual London Lecture on Belarusian Studies. In: Journal of Belarusian Studies. Band 11, Nr. 1, 2021, S. 5–26, doi:10.30965/20526512-12350008 (englisch).
- Changing Belarus. In: Canadian Slavonic Papers. Band 63, Nr. 3–4, 2021, S. 278–295, doi:10.1080/00085006.2021.1992923 (englisch, tandfonline.com).

## Referenzen
1. ↑  Marples, David - University of Alberta. Archiviert vom Original am 8. Juli 2015; abgerufen am 8. August 2015 (englisch).
2. ↑  David R. Marples: CURRICULUM VITAE. In: University of Alberta. Juli 2017, abgerufen am 21. Februar 2025 (englisch).
3. ↑  David Roger Marples: The Soviet annexation of West Ukraine and the collectivization of agriculture, 1939-1941. 1980 (archive.org [abgerufen am 5. März 2025]).
4. ↑  About the Stasiuk Program. Archiviert vom Original am 27. Juli 2015; abgerufen am 26. August 2017 (englisch).
5. ↑  NAABS: The North American Association for Belarusian Studies. In: belarusianstudies.org. 10. März 2002, archiviert vom Original am 10. März 2002; abgerufen am 30. August 2023 (englisch).
6. ↑  David Marples: Chernobyl's Social Legacy. (englisch, YouTube).
7. 1 2  David R. Marples. In: Research Initiative on Democratic Reforms in Ukraine (RIDRU). Abgerufen am 5. März 2025 (kanadisches Englisch).
8. ↑  Sergei Zhuk, Anton Shekhovtsov, Yurii Latysh, Heather Coleman, Olena Petrenko, Frank Wolff, Brendan McGeever, Matthew Kott, Per Anders Rudling, Tanya Zaharchenko, Marco Carynnyk, Mark R. Baker, Grzegorz Rossoliński-Liebe, Frank Golczewski, Javier Morales Hernández, Tom Junes, Andreas Umland: Open Letter from Scholars and Experts on Ukraine Re. the So-Called "Anti-Communist Law". In: Krytyka. 1. April 2015 (academia.edu [abgerufen am 22. Februar 2025]).
9. ↑  Open Letter from Scholars and Experts on Ukraine Re. the So-Called. Abgerufen am 22. Februar 2025 (englisch).
10. ↑  Volodymyr Viatrovych: "Decommunization" and Academic Discussion | Krytyka, by Volodymyr Viatrovych. In: Krytika. Mai 2015, archiviert vom Original am 11. Januar 2021; abgerufen am 22. Februar 2025 (englisch).

| Personendaten    | Personendaten                                                                 |
| ---------------- | ----------------------------------------------------------------------------- |
| NAME             | Marples, David R.                                                             |
| ALTERNATIVNAMEN  | Marples, David Roger (vollständiger Name)                                     |
| KURZBESCHREIBUNG | kanadischer Historiker und Universitätsprofessor an der University of Alberta |
| GEBURTSDATUM     | 17. Oktober 1952                                                              |